# 5. rujna
5. rujna (5. 9.) 248. je dan godine po gregorijanskom kalendaru (249. u prijestupnoj godini).
Do kraja godine ima još 117 dana.

## Događaji
- 1774. –  U Philadelphiji je počeo prvi kontinentalni kongres sjevernoameričkih kolonija Velike Britanije na kojem su izaslanici učvrstili odbijanje londonskoga carinskog zakona i pozvali na nastavak bojkota britanske robe. Takvi će odnosi dovesti 1775. godine do početka američkog rata za neovisnost.
- 1866. – Na otvorenju (blagoslovu) nove berlinske sinagoge sudjelovao je pruski premijer Otto von Bismarck. Građevina je podignuta prema uzoru na maursku arhitekturu i mogla je primiti 3000 vjernika, a predstavljala je izraz židovske samosvijesti u tzv. doba utemeljenja Njemačke.
- 1891. – U Zagrebu je pušten u promet konjski tramvaj s prometnom duljinom pruga od 8 km[1]
- 1939. – Drugi svjetski rat: SAD je proglasio svoju neutralnost u ratu.
- 1972. – Upad palestinskih terorista iz organizacije Crni rujan u Olimpijsko selo, tijekom održavanja Olimpijskih igara u Münchenu, ubojstvo dvojice izraelskih športaša i početak krvave talačke krize.
- 1977. – SAD su lansirale svemirsku letjelicu Voyager 1
- 1978. – Potpisan Sporazum iz Camp Davida između egipatskog predsjednika Anvara el-Sadata i izraelskog premjera Menahema Begina
- 1980. – U Švicarskoj je pušten u promet treći po dužini tunel na svijetu, 16,3 kilometara dugačak put kroz alpski masiv St. Gotthard. Tom betonskom cijevi putovanje sa sjevera Švicarske prema jugu skraćeno je oko dva sata.
- 2014. – u Zagrebu je sklopljeno prvo životno partnerstvo u Hrvatskoj, 5 dana nakon stupanja na snagu Zakona o životnom partnerstvu[2]

| - 1187. – Luj VIII., francuski kralj († 1226.) - 1638. – Luj XIV., francuski kralj († 1715.) - 1829. – Lester Allan Pelton, izumitelj Peltonove turbine († 1908.) - 1847. – Marija Jambrišak, hrvatska prosvjetna djelatnica i književnica († 1937.) - 1892. – Joseph Szigeti, mađarski violinist († 1973.) - 1932. – Miro Glavurtić, hrvatski slikar, književnik i mistik († 2023.) - 1942. – Nikola Kallay, hrvatski kemičar, akademik HAZU († 2015.) - 1946. – Freddie Mercury, britanski pjevač (Queen), († 1991.) - 1964. – Bože Radoš, treći biskup Varaždinske biskupije - 1967. – Jane Sixsmith, engleska igračica hokeja na travi - 1976. – Tatjana Gucu, sovjetska i ukrajinska gimnastičarka - 1979. – Julien Lizeroux, francuski alpski skijaš - 1986. – Francis Ngannou, francusko - kamerunski majstor borilačkih vještina - 1990. – Kim Yuna, južnokorejska klizačica | - 1548. – Katarina Parr, posljednja supruga engleskog kralja Henrika VIII (* 1512.) - 1849. – Antun Nemčić, hrvatski književnik (* 1816.) - 1857. – Auguste Comte, francuski matematičar i filozof (* 1798.) - 1877. – Ludi Konj, indijanski poglavica (* 1840. ili 1842.) - 1906. – Ludwig Boltzmann, austrijski fizičar (* 1844.) - 1991. – Željko Sabol, hrvatski književnik (* 1941.) - 1997. – Majka Terezija, časna sestra albanskog podrijetla (* 1910.) - 1998. – Danko Oblak, hrvatski novinar i književnik (* 1921.) - 2001. – Vladimir Žerjavić, hrvatski ekonomist (* 1912.) - 2023. - Ivan Šuker, hrvatski političar i ministar financija (* 1957.) |

## Vanjske poveznice
|  | Zajednički poslužitelj ima još gradiva o temi 5. rujna |